# Kogt torsk
Kogt torsk er en dansk ret af torsk med hvide kartofler og sennepssovs. Særlig kendt er torsken, der traditionelt serveres nytårsaften.
Ved tilberedningen kommes laurbærblade og peberkorn i kogevandet.
Eftersom der ikke er megen smag i torskekødet, serverer vi i Danmark mindst fire slags tilbehør til: stegte baconterninger, hakkede rå løg, syltede rødbeder i tern, hakkede hårdkogte æg, reven peberrod, kapers, pickles, hakket persille, fiskesennep, tern af røget spæk, asie, agurk, torskerogn, tern af kogt torskelever, dild, citronbåde, kogte gulerodstern og tern af rå peberfrugt. Kilde mangler!
Til kogt torsk kan der serveres hvidvin eller øl og snaps.